# اسم من توماسه
اسم من توماسه (ایتالیایی: Il mio nome è Thomas) فیلمی ایتالیایی در سبک درام به کارگردانی ترنس هیل است که در سال ۲۰۱۸ منتشر شد.